# Aseraggodes kaianus
Aseraggodes kaianus és un peix teleosti de la família dels soleids i de l'ordre dels pleuronectiformes que es troba a les costes del sud del Japó, Xina, Taiwan, les Filipines i Moluques.